# 白桑
白桑（Morus alba）是桑屬的一種小型到中型的落葉喬木，高度約10–20 米。白桑原生於中國北部，並廣於世界各地種植。由於白桑是养蚕业的重要饲料，很早就在中国培育，果实称为桑椹，初生白色，成熟后成为紫黑色。花為雌雄異株，雄花為柔荑花序，雌花為穗狀花序。根皮（桑白皮）、桑椹、桑叶都可以作为中药使用。此外桑椹可以酿酒，树皮可以造纸，造出的纸称为“桑皮纸”。
其种加词“alba”意为“白色的”。

## 形態
白桑幼苗的葉可長達30 cm，會變異產生裂紋，裂紋呈圓形，而且深入、錯綜複雜。

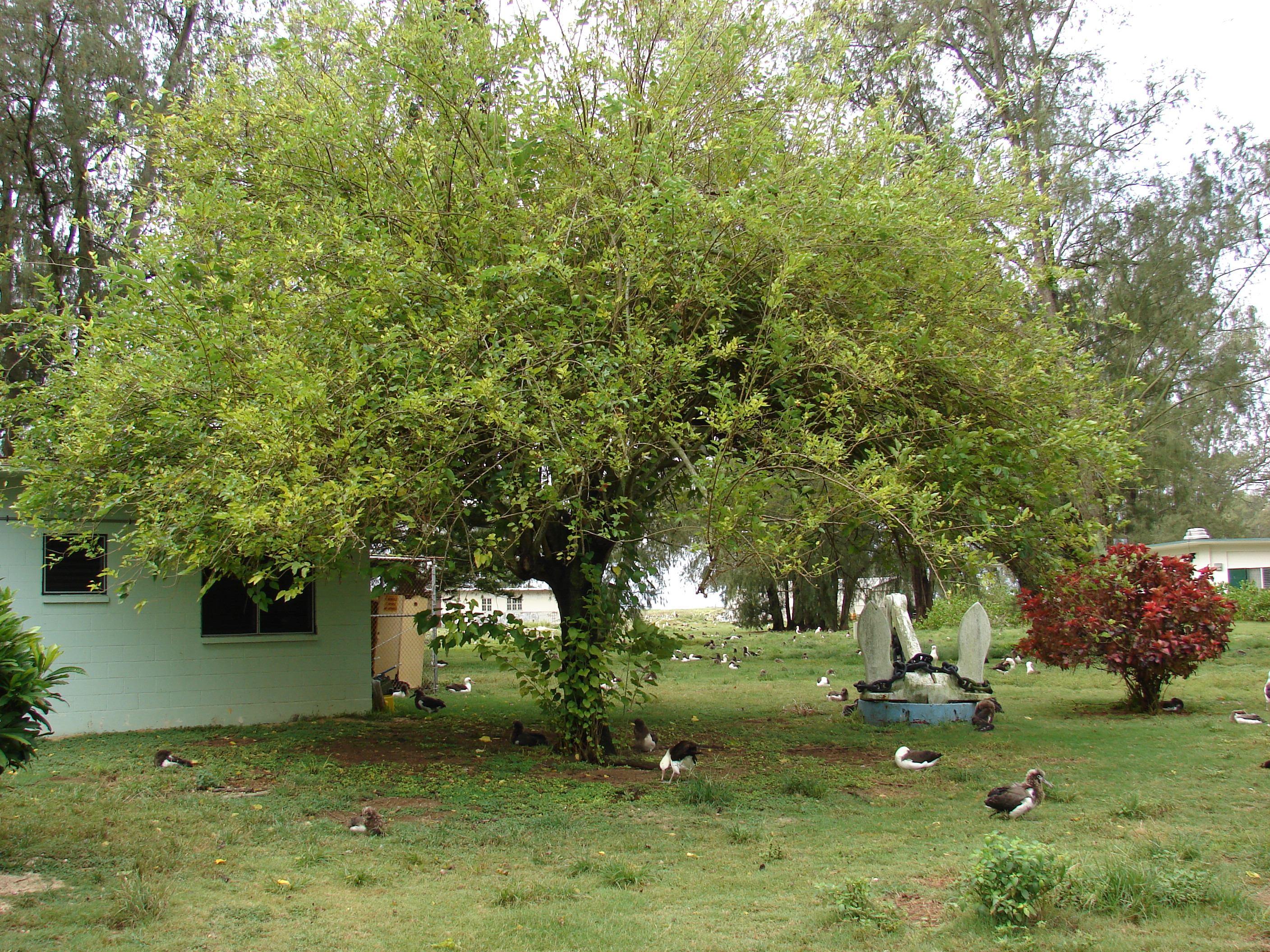
植株
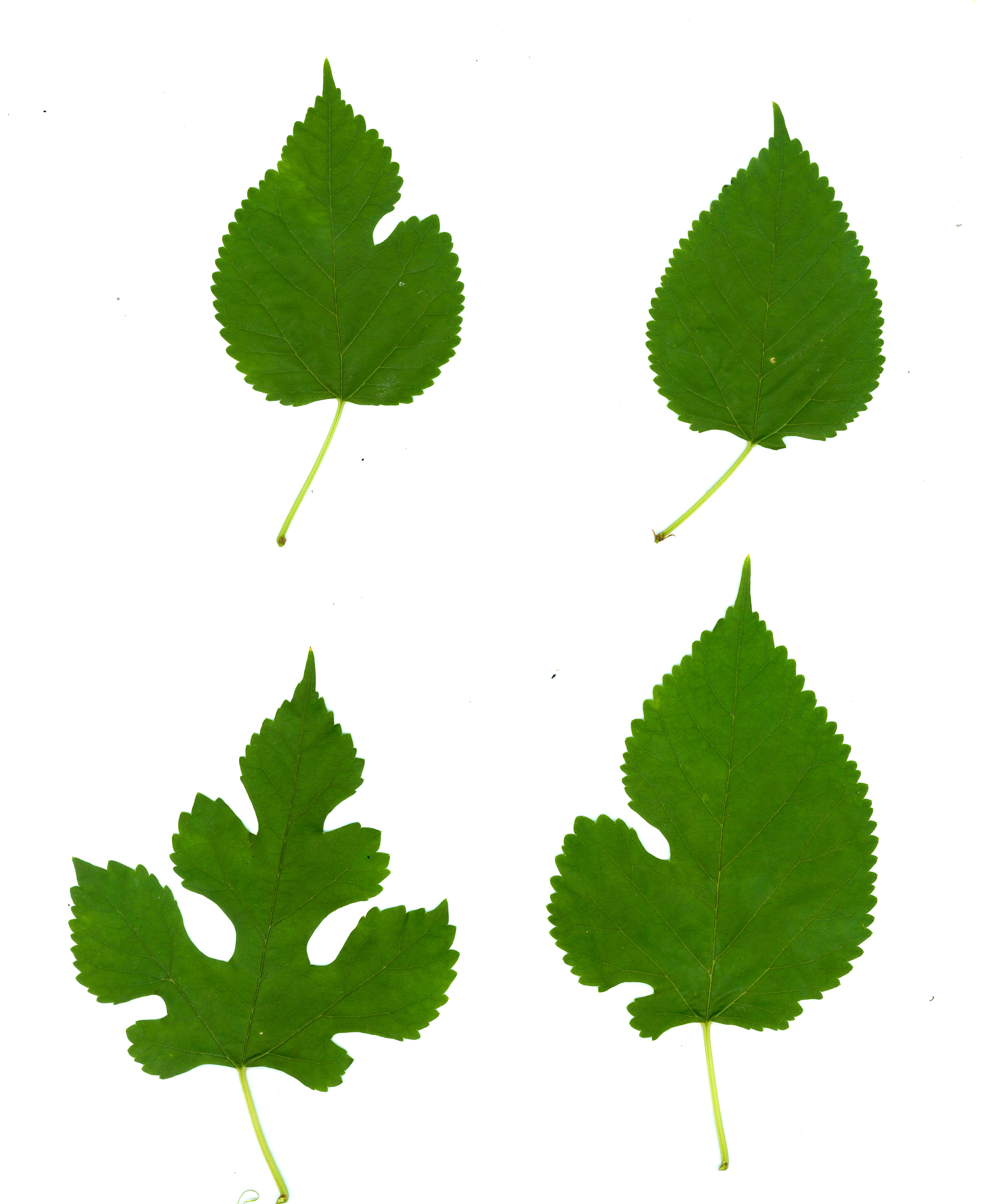
葉
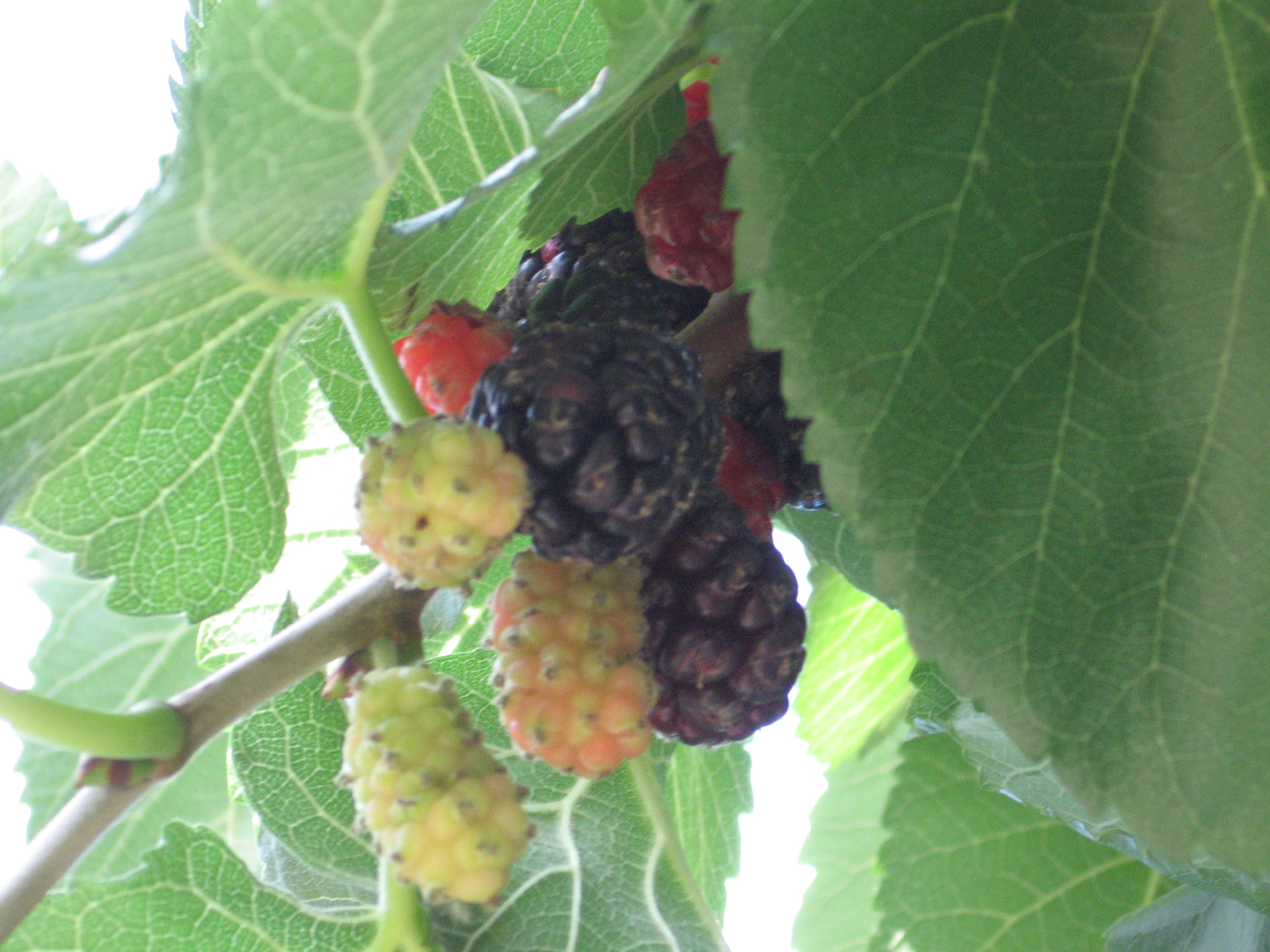
果實 (桑椹)
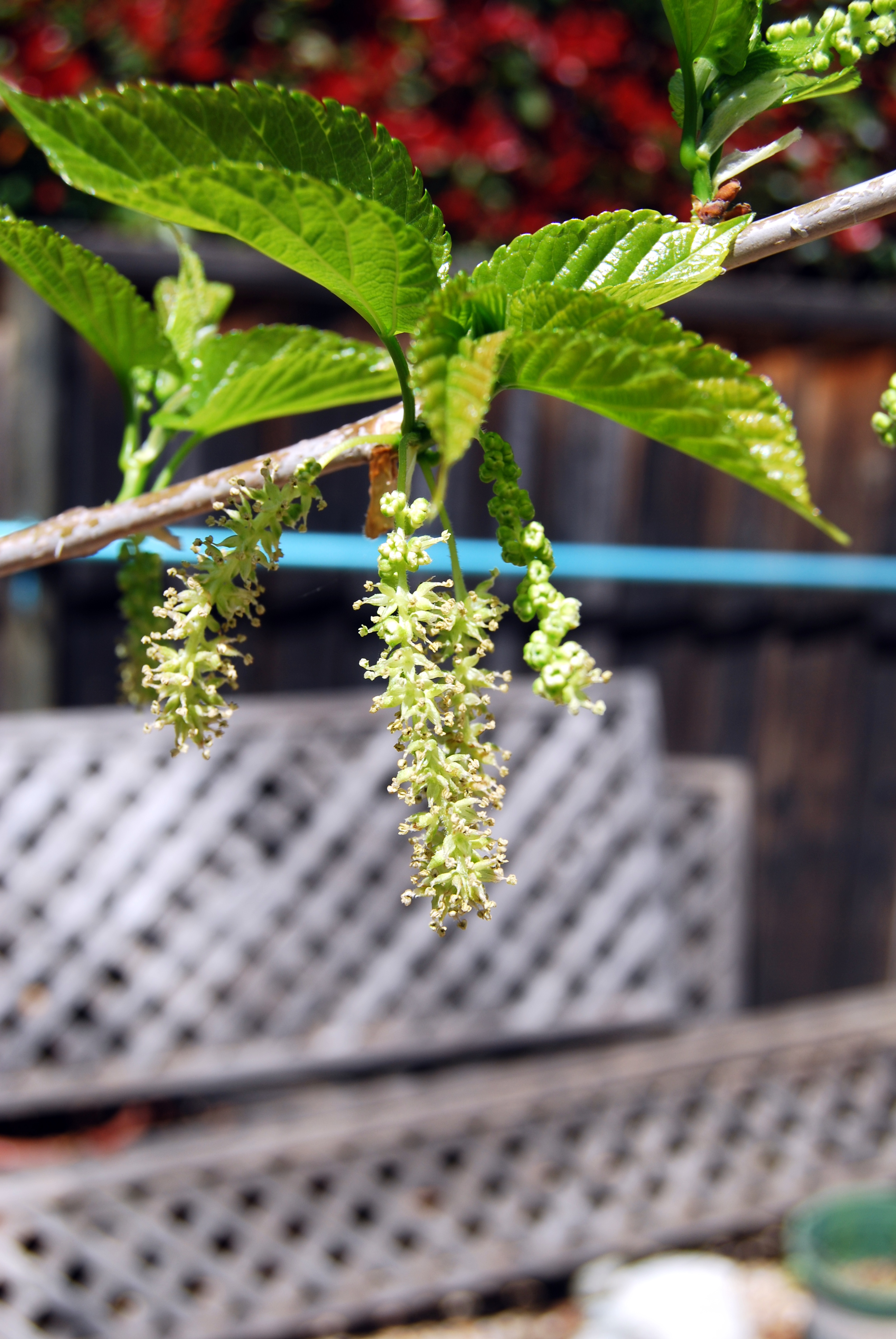
葉與花
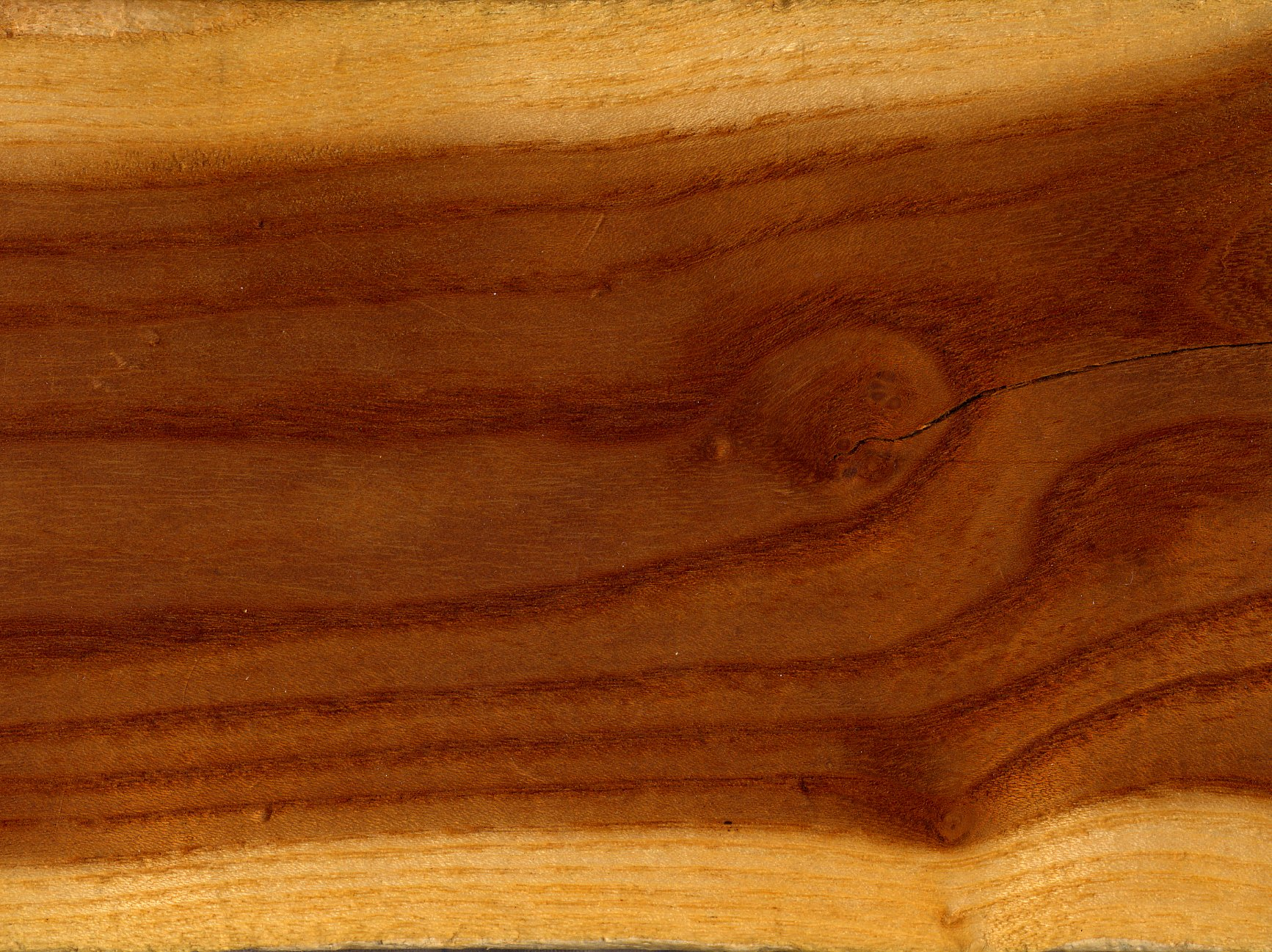
木材紋理

## 用途

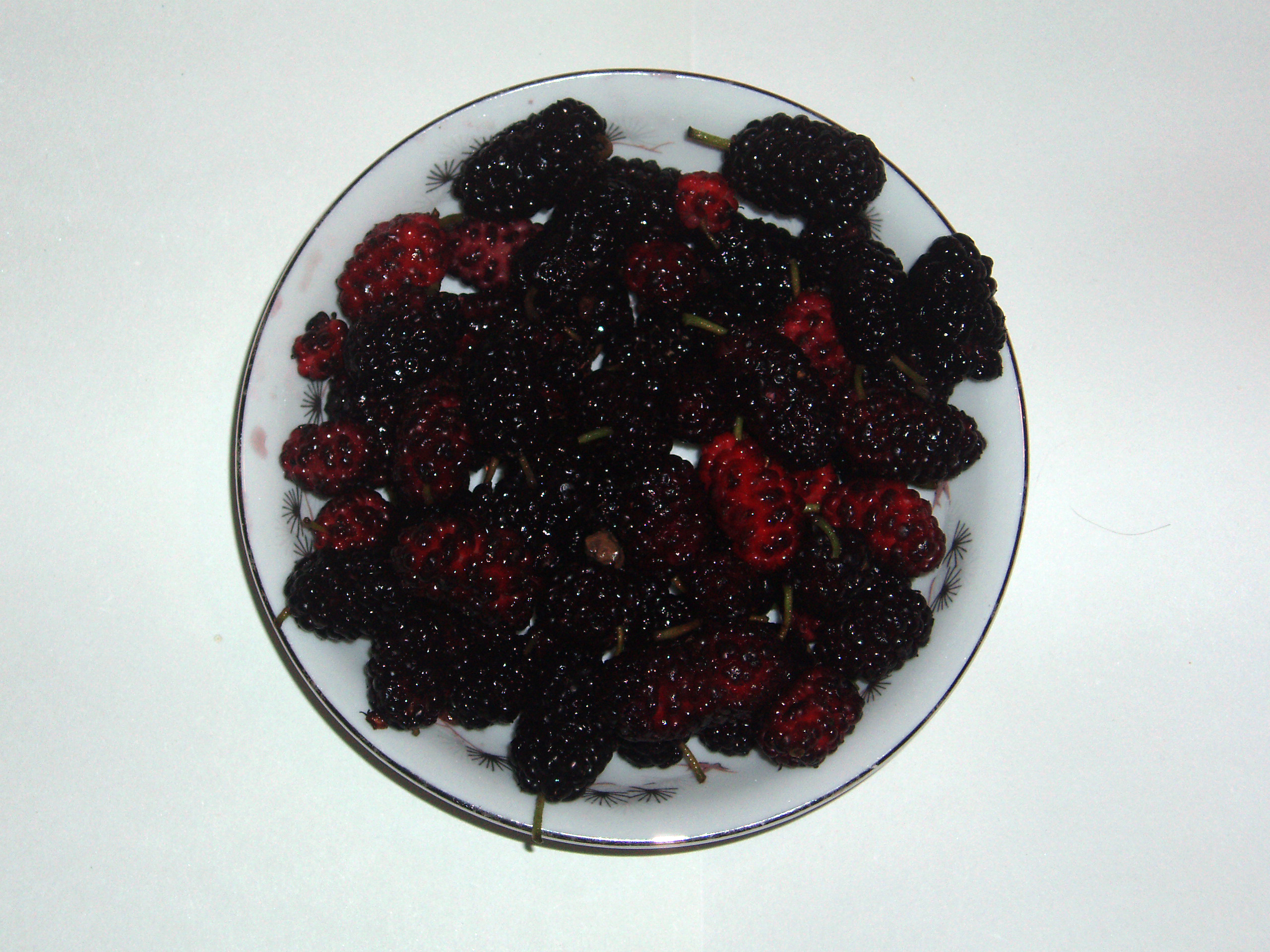
桑葚

白桑的嫩葉可用於餵養絲蠶，以便生產高品質的絲；而在氣候較乾燥的地方，當地面的植被未能為牲口提供食糧時，白桑葉亦會用於餵飼牲口。白桑的果實叫做桑椹，可吃；亦有用來製作乾果或釀酒。
在傳統中醫藥，桑椹可用於治療過早出現的白髮，亦可淨化血液，解便秘，治消渴，去水腫。對於其淨化血液的功能，主要在於其嫩葉的葉綠素含量豐富，而葉綠素可被身體吸收，其與血紅素近似的化學結構可為身體輸送氧氣及帶走血液裡的廢物，加速體內的淨化，且不會對人體帶來副作用白桑的樹皮可止咳、利尿，亦可退燒、止頭痛、眼紅及眼乾。
白桑椹的生長周期短，而且其釋放花粉的速度也非常快，比音速的一半還要快。

## 药理性能
由於白桑是中國最常見的桑樹品種，藥書裡提及的桑樹，一般都專指白桑。以下為白桑各部份的藥理性能：
- 桑葉: 味苦甘，性寒，疏解風熱，清肝明目。
- 桑椹: 味甘酸，性平，滋陰補血。
- 樹枝: 味苦，性平，祛風通絡，解熱，鎮痛。
- 樹根: 味甘，性寒，止咳平喘，利水消腫。

## 外部連結
- U.S. Forest Service Invasive Species Weed of the Week （页面存档备份，存于）
- USDA GRIN White Mulberry （页面存档备份，存于）
- Diagnostic photos, Morton Arboretum acc. 380*82-1 （页面存档备份，存于）
- USDA NRCS Plants Profile, Morus alba （页面存档备份，存于）
- 柚苷 Naringin （页面存档备份，存于） 中草藥化學圖像數據庫 (香港浸會大學中醫藥學院) （中文）（英文）
- 染料木苷 Genistin （页面存档备份，存于） 中草藥化學圖像數據庫 (香港浸會大學中醫藥學院) （中文）（英文）